# Neobisium kwartirnikovi
Espèce
Neobisium kwartirnikovi est une espèce de pseudoscorpions de la famille des Neobisiidae.

## Distribution
Cette espèce est endémique de Bulgarie. Elle se rencontre à Bosnek dans la grotte Duhlata peshtera.

## Description
La femelle holotype mesure 3,00 mm.

## Étymologie
Cette espèce est nommée en l'honneur de Michail Kwartirnikov.

## Publication originale
- Mahnert, 1972 : Neobisium (Blothrus) kwartirnikovi nov. spec. (Pseudoscorpionidea) aus Bulgarien. Archives des Sciences, Genève, vol. 24, no 3, p. 383-389.